# Dorothy Hyman
Dorothy Hyman, angleška atletinja, * 9. maj 1941, Cudworth, Yorkshire, Anglija, Združeno kraljestvo.
Nastopila je na olimpijskih igrah v letih 1960 in 1964, leta 1960 je osvojila srebrno medaljo v teku na 100 m in bronasto v teku na 200 m, leta 1964 pa bronasto medaljo v štafeti 4x100 m. Na evropskih prvenstvih je osvojila naslov prvakinje v teku na 100 m leta 1962, srebrno medaljo v teku na 200 m ter srebrno in bronasto medaljo v štafeti 4x100 m, na igrah skupnosti narodov pa zlati medalji v teku na 100 in 220 jardov ter zlato in srebrno medalji v štafeti 4x110 jardov.